# Recțiune
În gramatica tradițională, recțiunea este, în unele limbi, un proces prin care, într-un raport sintactic de subordonare, un cuvânt (numit regent) impune altui cuvânt, subordonat, un anumit mijloc de realizare a raportului. Acest mijloc depinde de limba dată și de sensul regentului, putând fi sau numai analitic (în unele limbi o prepoziție, în altele o postpoziție), sau numai sintetic (o anumită desinență cazuală), sau concomitent analitic și sintactic. Regentul este în general un cuvânt cu sens lexical (verb, substantiv, adjectiv sau adverb), iar subordonatul un substantiv sau un pronume. Se consideră că prepoziția și postpoziția (într-un cuvânt adpoziția) exercită de asemenea recțiunea, pentru că în limbile cu declinare pot impune o anumită formă cazuală cuvântului cu care formează o parte de propoziție subordonată, deși sunt cuvinte gramaticale, deci nu subordonatoare ele însele.
Uneori se folosește termenul „regim” în loc de „recțiune”. Astfel, se vorbește despre recțiune cazuală și recțiune prepozițională sau regim cazual și regim prepozițional, dar termenul „regim” mai are și alt sens, denumind subordonatul.
În interpretarea de mai sus, recțiunea privește mijlocul de realizare a raportului sintactic, iar subordonatul este complementul direct, complementul indirect ale verbului, sau atributul substantival ori pronominal al adjectivului sau al adverbului, analog complementului indirect, precum și cuvântul a cărui formă este determinată de adpoziție. Într-o interpretare mai largă, recțiunea privește orice parte de propoziție, fie prin faptul că forma sa este impusă de altă parte de propoziție, fie prin acela că prezența sa este obligatorie în asociere cu altă parte de propoziție, fie prin acela că schimbă în mod semnificativ sensul altei părți de propoziție.
În ideea obligativității unei părți de propoziție, recțiunea privește și predicatul în raport cu subiectul. Aceasta concordă cu ideea de valență a verbului. Din acest punct de vedere, numai verbele avalente pot funcționa fără subiect (ex. Plouă), celelalte fiind cel puțin monovalente, adică având în mod obligatoriu subiect. Verbele bivalente pot subordona un complement direct sau unul indirect, iar cele trivalente – unul direct și unul indirect, cel puțin unul dintre acestea fiind obligatoriu pentru unele verbe.

## Recțiunea verbului

### Recțiune directă
În acest tip de recțiune, complementul direct sau indirect este legat de verb fără adpoziție. Această situație este cea a complementului direct, subordonat verbelor tranzitive, în limbi fără declinare ca franceza sau engleza:
- fr  Pierre lit le journal „Pierre citește ziarul”[10];
- en  The man kicked the ball „Omul a lovit mingea”[1].

În limba română, CD-ul este precedat de prepoziția pe în unele cazuri (ex. Cartea mea am găsit-o, dar pe a mamei nu), dar acesta nu este un fenomen de recțiune, pentru că nu depinde de sensul verbului.
În alte limbi, cu o declinare relativ dezvoltată, CD-ul este lipsit de adpoziție, dar trebuie să fie la un anumit caz gramatical, cel mai adesea la acuzativ, exprimat, în funcție de limbă, mai mult sau mai puțin frecvent de o formă specifică, dată de regulă de o desinență. Exemple:
- la  Claudius Claudiam amat „Claudius o iubește pe Claudia”[12];
- hu  Szeretem a süteményeket „Îmi plac prăjiturile”[13];
- hr  Platit ću štetu „Voi plăti paguba”[14].

Și în română, limbă cu declinare mai puțin dezvoltată decât a celor de mai sus, CD-ul este la acuzativ, ca dovadă cel exprimat prin pronume personal (M-ai văzut pe mine?), chiar dacă de cele mai multe ori acesta nu diferă ca formă de nominativ.
Vestigii ale acestui mijloc se păstrează în franceză sau în engleză când CD-ul este exprimat prin unele pronume personale conjuncte a căror formă diferă de cea pe care o au în funcție de subiect:
- fr  Est-ce que tu me reconnais ? „Mă recunoști?”[15];
- en  Describe him to me „Descrie-mi-l”[16].

Și în alte limbi, diverse tipuri de complemente subordonate unui verb intranzitiv și corespunzătoare celor indirecte din gramaticile limbii române sunt legate direct de verb. Astfel este CI de atribuire, căruia verbul îi impune cazul dativ:
- ro  Scriu părinților[17];
- hu  Adtam Gábornak egy könyvet „I-am dat o carte lui Gábor”[18];
- cnr  Izdala je sobu dvjema studentkinjama „A închiriat o cameră la două studente”[19].

În unele limbi, pentru alte tipuri de CI în afara celui de atribuire, verbul poate cere alte cazuri, și pot corespunde cu un CD în alte limbi:
- sr  Seti se obećanja (genitiv) „Își amintește de promisiune”, Vladao je ogromnim carstvom (cazul instrumental) „Domnea peste o împărăție uriașă”[20];
- hu  Min gondolkodsz? (cazul superesiv) „La ce te gândești?”, Kire vártok? (cazul sublativ) „Pe cine așteptați?”[21].

### Recțiune indirectă
Este vorba de recțiune indirectă a verbului atunci când complementul său este legat de el printr-o adpoziție: prepoziție în unele limbi (ex. româna), postpoziție în altele (ex. maghiara). Este cazul, în mai multe limbi, al CI exprimat printr-un substantiv sau un pronume, disjunct dacă acesta este personal. Alegerea adpoziției este impusă de sensul verbului, iar în limbile cu declinare, cuvântul nucleu al complementului este la un anumit caz:
- ro  Depinde de tine (acuzativ)[3];
- fr  Pierre obéit à ses parents „Pierre ascultă de părinți”[10];
- en  He believes in ghosts „El crede în fantome”[22];
- sr  Nisam mislio na vas (acuzativ) „Nu m-am gândit la voi”[20];
- hu  A gyanúsítottat felmentették a vád alól (nominativ[23]) „Suspectul a fost scos de sub acuzație[24].

## Recțiunea substantivului
În legătură cu recțiunea substantivului este vorba în primul rând despre cea a substantivelor derivate din verbe. Acestea subordonează în general atribute cu aceeași formă ca a complementelor indirecte ale verbelor corespunzătoare. În funcție de limbă, această recțiune poate fi directă sau indirectă. Exemple:
- ro  recțiune indirectă, complement la genitiv: mers contra vântului[25];
- fr  recțiune indirectă: Il démontra la liaison du théâtre aux mœurs „A demonstrat legătura teatrului cu moravurile”[26];
- cnr  recțiune indirectă, complement la acuzativ: vjera u uspjeh „credință în succes”[27];
- hu  recțiune directă, complement la superesiv: hivatkozás valamire „referire la ceva”[28].

Alte substantive exercită recțiunea când fac parte din locuțiuni verbale:
- fr  recțiune indirectă: tomber d’accord sur quelque chose „a cădea de acord despre ceva”, faire connaissance avec quelqu’un „a face cunoștință cu cineva”[29];
- ro  recțiune indirectă, complement la acuzativ: Un singur caz face excepție de la regulă[30];
- hu  recțiune indirectă: ellentétben áll valamivel (complement la instrumental) „a fi în contradicție cu ceva”[31], előnyben van valakivel szemben (complement la instrumental) „a fi în avantaj față de cineva”[32].

## Recțiunea adjectivului
Adjectivul poate fi de asemenea regentul unui complement analog cu complementul indirect al verbului:
- ro  recțiune directă, complement la dativ: acțiune favorabilă cuiva[33];
- fr  recțiune indirectă: un homme bon pour le service „un om bun pentru serviciu”[34];
- de  recțiune directă, complement la dativ: dem Vater ähnlich „asemănător cu tatăl”[2];
- hu :
  - recțiune directă: allergiás valamire (complement la superesiv) „alergic la ceva”, biztos valamiben (complement la cazul inesiv) „sigur(ă) de ceva”[35];
  - recțiune indirectă: ellenséges valakivel szemben „dușmănos față de cineva” (complement la instrumental)[36].

## Recțiunea adverbului
Unele adverbe pot fi și ele regentele unui complement:
- ro  recțiune directă: Lucrează independent de mine[33];
- fr  recțiune indirectă: Heureusement pour moi, il est revenu „Din fericire pentru mine, s-a întors”[37];
- hu  recțiune directă: hasonlóan valamihez (complement la cazul alativ) „în mod asemănător cu ceva”, jobbra valamitől (complement la cazul ablativ) „la dreapta de ceva”[38].

## Recțiunea adpoziției
Chestiunea recțiunii acestor cuvinte se pune numai în cazul limbilor cu declinare. Adpozițiile cer ca subordonatul să fie la un anumit caz sau, uneori, sunt posibile mai multe cazuri, inclusiv dacă cazul în chestiune este exprimat prin desinența ∅ (zero), și această recțiune privește toate tipurile de complemente exprimate prin substantiv sau pronume.
Adpozițiile prezintă diferențe semantice mari. Unele au sens abstract, care nu permite reprezentarea lor senzorială, de exemplu prepozițiile contra, de, pentru. Altele, cu un grad de abstractizare mai redus, permit o reprezentare senzorială limitată, mai ales cele cu sens spațial, ca prepozițiile între, spre, sub etc.. Folosirea adpozițiilor s-a extins și la exprimarea altor raporturi (de cauză, de scop etc.), astfel că, mai ales prepozițiile primare pot avea sensuri mai concrete sau mai abstracte în funcție de cuvintele cu sens noțional pe care le leagă între ele. Adpozițiile numite secundare, provenite prin conversiune din alte părți de vorbire, și locuțiunile adpoziționale au sensuri mai precise, concrete sau abstracte.
Cazurile cerute de adpozițiile primare și cu sens abstract nu sunt în general motivate, dar sunt adpoziții secundare și locuțiuni care cer același caz ca atunci când erau sau sunt cuvinte cu sens lexical. De exemplu, prepoziția din grupul împrejurul pădurii păstrează sensul substantivului jur care îi stă la bază și raportul inițial de posesie pe care îl are cu substantivul pădure, de aceea cere cazul genitiv. De asemenea, în locuțiunea din grupul în fața casei, substantivul fața nu se analizează ca atare, dar cere cazul genitiv pentru nucleul complementului, pentru că acesta ar fi posesorul lui fața dacă acest cuvânt ar exprima obiectul posedat.

### Recțiunea adpoziției în câteva limbi
În română, majoritatea prepozițiilor cer un complement la acuzativ, ex. lângă foc, pentru tine. Sunt câteva prepoziții folosite cu genitivul (contra inundațiilor, împrejurul turnului etc.) și câteva cu dativul: datorită / grație / mulțumită ajutorului.
În limbi ca cele din diasistemul slav de centru-sud, în care declinarea este mai dezvoltată decât în română, recțiunea prepozițiilor este mai complexă. Majoritatea cer un singur caz, dar sunt și care se folosesc cu două, unele chiar cu trei cazuri. Alegerea cazului este determinată cel mai adesea de sensul prepoziției, dar sunt și unele folosite cu două cazuri, având același sens cu ambele, cazul fiind dictat de sensul verbului.
Exemple de prepoziții folosite cu un singur caz:
- cu genitivul: Sve će biti gotovo do jeseni „Totul va fi gata până la toamnă”;
- cu dativul: Tako se on ponaša prema svim gostima „Așa se poartă el față de toți musafirii”;
- cu acuzativul: Viđeli smo kroz prozor što se događa „Am văzut pe fereastră ce se petrece”;
- cu instrumentalul: Stalno se svađa s komšijama „Se ceartă mereu cu vecinii”;
- cu locativul: Postupite po zakonu! „Procedați conform legii!”

Un exemplu de prepoziție care cere două cazuri în funcție de sensurile ei este s:
- cu genitivul: Crijep je pao s krova „Țigla a căzut de pe acoperiș”[45];
- cu instrumentalul: Susreo sam se s njim „M-am întâlnit cu el”.

Cazurile folosite cu unele prepoziții cu sens spațial diferă după sensul verbului. Dacă verbul exprimă o deplasare către un loc, este cerut acuzativul: Golub je sletio na krov „Porumbelul a zburat pe acoperiș”. Dacă, dimpotrivă, verbul nu exprimă o deplasare către un loc (putând exprima o deplasare fără destinație precizată), cazul este altul, cu prepoziția din exemplul precedent – locativul: Golub je na krovu „Porumbelul este pe acoperiș”.
Sunt și câteva prepoziții folosite cu două cazuri diferite după criteriul de mai sus și cu un al treilea caz atunci când au alt sens. Astfel este prepoziția u:
- cu acuzativul, dacă verbul exprimă deplasarea spre un loc: Idemo u šumu „Mergem în pădure”;
- cu locativul, dacă verbul nu exprimă deplasarea spre un loc: U šumi se čuje cvrkut ptica „În pădure se aude ciripitul păsărilor”;
- cu genitivul, dacă prepoziția exprimă posesia: U Milice duge trepavice „Milica are gene lungi” (lit. „La Milica gene lungi”).

În maghiară, majoritatea postpozițiilor cer cazul nominativ (ex. A széket az asztal elé teszi „El/Ea pune scaunul înaintea mesei”), dar sunt unele care cer diverse alte cazuri. Exemple:
- acuzativ: Kétségeim vannak a jövőt illetően „Am îndoieli în prinvința viitorului”;
- superesiv: A regényein kivül drámákat is írt „În afara romanelor a scris și drame”;
- sublativ: Az intézkedés családunkra nézve kedvező „Măsura este avantajoasă pentru familia noastră”;
- alativ: A körülményekhez képest egészen jól élünk „În ciuda împrejurărilor, trăim destul de bine”;
- dativ: Bartóknak köszönhetően mindenki hallott a magyar zenéről „Mulțumită lui Bartók, toată lumea a auzit de muzica maghiară”;
- instrumental: A botránnyal összefüggésben emlegették a nevét „Numele lui a fost pomenit în legătură cu scandalul”.

## Necesitatea subordonatului
Subordonatul poate fi necesar în grade diferite sau nenecesar. Desigur, adpozițiile nu sunt folosite fără nucleul complementului, dar în cazul subordonatorilor propriu-ziși, sensul lor este cel care determină gradul de necesitate a subordonatului, această caracteristică a regentului putând fi diferită de la o limbă la alta.
Subordonatul este obligatoriu dacă fără el nu poate exista o sintagmă sau o propoziție corectă:
- complement direct:
  - ro  Atunci el spuse o prostie[47];
  - fr  Maman prépare un gâteau „Mama face o prăjitură”[48];
- complement indirect: hu  Jártas a biológiában „Se pricepe la biologie”[49].

Dacă se extinde noțiunea de recțiune la obligativitatea părților de propoziție subordonate în general, trebuie menționat că și complementul circumstanțial poate fi inclus aici. Astfel este, de exemplu, un CC pentru verbul „a locui”: hu  Pista egyedül/Katával lakik „Pista locuiește singur/cu Kata”. Sunt și cazuri când este obligatoriu atributul adjectival: cnr  Traži se igrač s dugim rukama „Se caută un jucător cu brațe lungi”.
Este vorba de subordonat reprezentabil dacă în unele împrejurări poate fi omis, dar este toteauna subînțeles datorită părții de context dinaintea lui:
- CD:
  - ro  Am terminat (de scris) „Am terminat (de scris)”[52];
  - fr  On connaît (ça) „Cunoaștem (asta)”[48];
- CI: hu  Hozzáfog (valamihez) „Se apucă (de ceva)”[53].

Subordonatul este facultativ dacă nu este necesar nici să fie subînțeles pentru ca sintagma sau propoziția să fie corectă:
- CD:
  - ro  Citesc (un articol)[54];
  - fr  Pierre mange (une pomme) „Pierre mănâncă (un măr)”[55];
  - hu  A kislány (leckét) ír „Fetița scrie (o temă pentru acasă)[49];
- CI:
  - ro  Scriu (părinților)[56].
  - fr  J’ai déjeuné (d’une tranche de jambon) „Am mâncat de prânz (o felie de șuncă)”[57].

## Regenți cu mai mult de un subordonat
Verbul poate avea mai multe complemente în funcție de valența sa, care nu privește și complementele circumstanțiale, considerate neesențiale, deci se limitează la CD și la CI. Cuvintele coordonate între ele și având un singur regent, numite complemente multiple, nu contează ca mai mulți subordonați, și nici un complement și pronumele personal care îl anticipă sau îl reia.
Astfel, cel puțin în limbile menționate până aici, sunt verbe care pot avea un CD și un CI, numite în acest caz obiect prim, respectiv obiect secund:
- ro  Profesorul dă copilului (CI) o carte (CD)[61];
- fr  donner quelque chose (CD) à quelqu’un (CI) „a da ceva cuiva”[59];
- en  Mary gave John (CI) an apple (CD) „Mary i-a dat un măr lui John”[62];
- hr  Ja sam joj (CI) oduzeo nešto (CD) „Eu i-am luat ceva”[63];
- hu  Kinek (CI) akarsz ajándékot (CD) venni? „Cui vrei să-i cumperi un cadou?”[21]

Uneori un verb poate avea două complemente indirecte:
- ro  Ți-am vorbit despre ea[64];
- fr  un secret dont j’ai hérité de mon grand-père „un secret pe care l-am moștenit de la bunicul meu”[59].

În unele gramatici se vorbește despre două CD ale aceluiași verb, posibilitate contestată de unii lingviști:
- ro  Te anunț ceva[60];
- hr  Vas nitko nije ništa pitao „Pe voi nu v-a întreba nimeni nimic”[66].

Această opinie este argumentată prin faptul că pronumele de mai sus sunt exprimate prin cuvinte la cazul acuzativ clar identificabil datorită formei lor.
Eifring și Theil 2005 menționează că sunt limbi cu verbe care pot avea mai mult de două obiecte, precum limba fula, în care sunt trei obiecte posibile: Duudu hokkanii Buuba Muhammadu ceede „Duudu i-a dat lui Muhammadu bani pentru Buuba”. În această propoziție, cuvântul care exprimă beneficiarul acțiunii, Buuba, este și el un obiect, la care se referă sufixul -an- conținut în verbul hokkanii.